# جزیره لوئیس (استرالیای جنوبی)
جزیره لوئیس  (به انگلیسی: Lewis Island) یک منطقهٔ مسکونی در استرالیا است که در Spencer Gulf واقع شده‌است.